# Oak Grove (Alabama)
Pour les articles homonymes, voir Oak Grove.
Oak Grove est une municipalité américaine située dans le comté de Talladega en Alabama.
Selon le recensement de 2010, sa population est de 528 habitants. La municipalité s'étend sur 1,78 milles carrés (4,61 km2).

## Démographie
| 1970 | 1980 | 1990 | 2000 | 2010 |
| ---- | ---- | ---- | ---- | ---- |
| 482  | 638  | 436  | 457  | 528  |